# Claudia Acerenza
Claudia Acerenza Maríez (ur. 15 stycznia 1966) – urugwajska lekkoatletka specjalizująca się w biegach sprinterskich, uczestniczka igrzysk olimpijskich w 1988 roku, które odbyły się w Seulu.

## Igrzyska olimpijskie
Wzięła udział w wyścigu na 100 i 200 metrów. W biegu na 100 metrów uzyskała czas 12,11, zajmując miejsce 49. W biegu na 200 metrów zajęła 41. miejsce z czasem 24,46.